# Grupo 2 de Vigilancia y Control Aéreo
El Grupo 2 de Vigilancia y Control Aéreo fue una unidad militar de la Fuerza Aérea Argentina con base en Merlo, Guarnición Aérea Mariano Moreno.

## Historia

### 1978-1982: creación
La Fuerza Aérea Argentina creó el Grupo 2 de Vigilancia y Control Aéreo el 9 de noviembre de 1978.

### 1982: guerra de las Malvinas
El Grupo 2 de Vigilancia y Control Aéreo brindó a la Fuerza Aérea Sur de escuadrones con un radar Westinghouse AN/TPS-43 que se distribuyeron en las siguientes bases:
- Base Aérea Militar Comodoro Rivadavia
- Base Aérea Militar Río Gallegos
- Base Aérea Militar Río Grande
- Base Aérea Militar Malvinas

### 1989: fusión con el G1VA-E
En 1989 el Grupo 2 de Vigilancia y Control Aéreo se fusionó con el Grupo 1 de Vigilancia Aérea-Escuela formando el Grupo de Vigilancia y Control del Espacio Aéreo.